# Xylocampa mustapha
Xylocampa mustapha is een vlinder uit de familie uilen (Noctuidae). De wetenschappelijke naam is voor het eerst geldig gepubliceerd in 1920 door Oberthur.
De soort komt voor in Europa.